# Enrico Ruggeri
Enrico Ruggeri (Milão, 5 de junho de 1957) é cantor e apresentador de televisão italiano. Foi o vencedor do Festival de Sanremo de 1993.

## Discografia
Álbuns

### Álbuns
- 1981 - Champagne Molotov
- 1983 - Polvere
- 1984 - Presente
- 1985 - Tutto scorre
- 1986 - Difesa francese
- 1986 - Enrico VIII
- 1987 - Vai Rrouge!
- 1988 - La parola ai testimoni
- 1989 - Contatti
- 1990 - Il falco e il gabbiano
- 1991 - Peter Pan
- 1993 - La giostra della memoria (coletânea com 4 inéditos)
- 1994 - Oggetti smarriti
- 1996 - Fango e stelle
- 1997 - Domani è un altro giorno
- 1999 - La gente con alma (em castelhano)
- 1999 - L'isola dei tesori
- 2000 - L'uomo che vola
- 2001 - La vie en Rouge (CD duplo ao vivo)
- 2003 - Gli occhi del musicista
- 2004 - Punk prima di te
- 2005 - Amore e guerra
- 2006 - Cuore, muscoli e cervello (triplo)
- 2007 - Il regalo di Natale
- 2008 - Rock show